# Macaca leucogenys
Macaca leucogenys (лат.) — вид млекопитающих из семейства мартышковых. Вид открыт и описан в Тибете в 2015 году. Открытие совершили и описание составили китайские приматологи. В апреле 2016 года вид был обнаружен и в Индии.
Обитают только в уезде Медог в Тибете и в индийском штате Аруначал-Прадеш. Охранный статус вида пока не определён. Скорее всего, как и другим приматам региона, этим макакам угрожают браконьерство, сведение лесов и рост активности человека в местах обитания вида.